# Denkmalzone Bruchweg (Baustert)

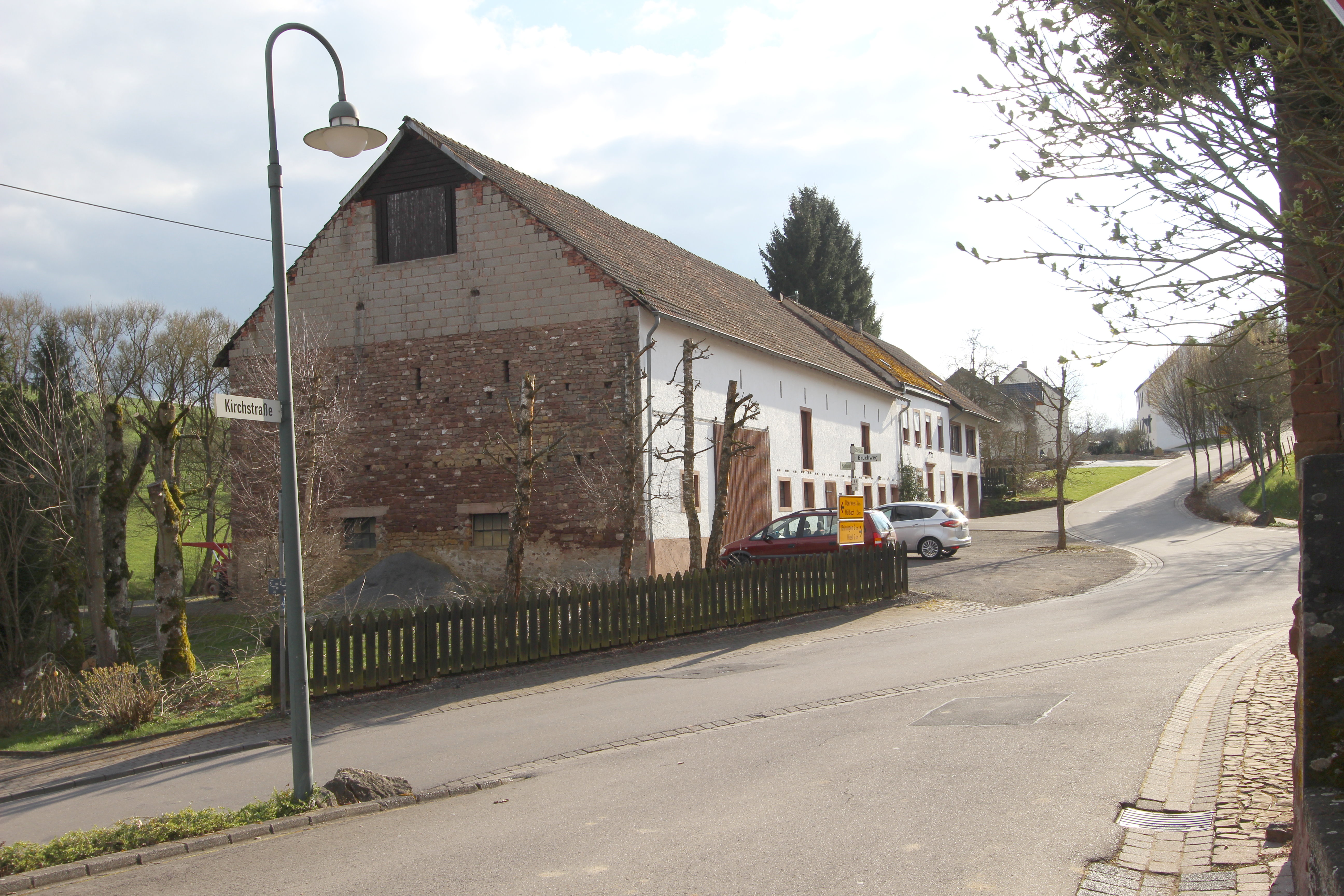
Bruchweg in Baustert

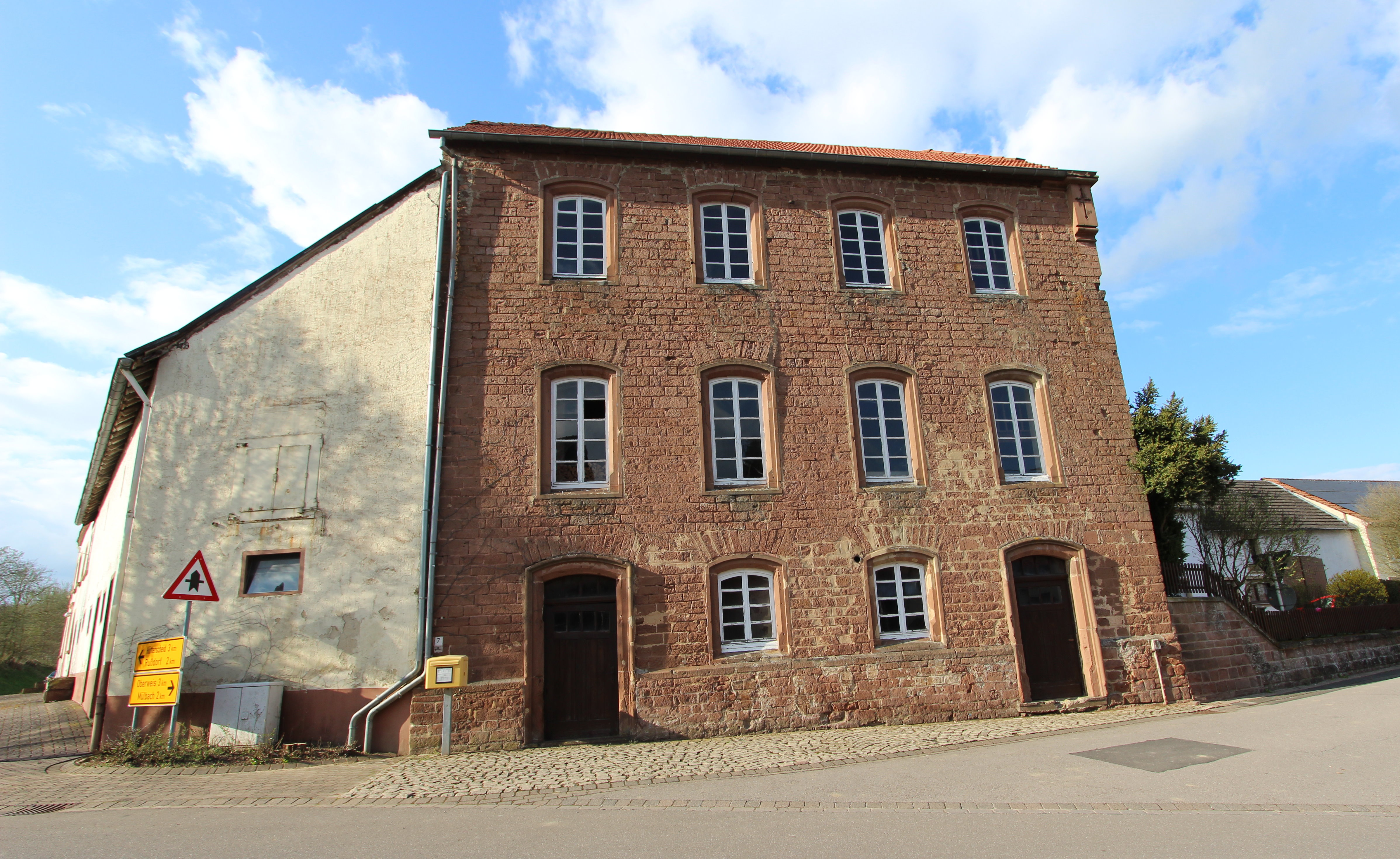
Haus Bruchweg 2 und Schulgebäude Kirchstraße 17

Die Denkmalzone Bruchweg in Baustert, einer Ortsgemeinde im Eifelkreis Bitburg-Prüm in Rheinland-Pfalz, umfasst die Gebäude Bruchweg 2 und 4 (auch als Einzeldenkmal geschützt) sowie Kirchstraße 17.
Die als Denkmalzone ausgewiesene Bebauung besteht aus einem zur Straße stehenden bäuerlichen Wohnhaus aus dem Jahre 1827, einem anschließenden Stall, einem Streckhof und der ehemaligen Schule an der Kirchstraße 17 (auch als Einzeldenkmal geschützt).